# Derostenus sulciscuta
Derostenus sulciscuta är en stekelart som beskrevs av Christer Hansson 1986. Derostenus sulciscuta ingår i släktet Derostenus och familjen finglanssteklar.
Artens utbredningsområde är Nepal. Inga underarter finns listade i Catalogue of Life.